# Metamfetamin
Metamfetamin je močno simpatomimetična snov z možnostjo terapevtske uporabe.
Lahko se ga injicira, vdihava ali peroralno zaužije.

## Učinki
Visoki odmerki  povzročajo akutno povečano stimulacijo osrednjega živčnega sistema in izzovejo evforijo, razdraženost, zmanjšan apetit ter občutek povečane energije in moči. Človek se počuti vznesenega, vzburjenega in močnega. Ima povečano željo po pogovarjanju. Kardiovaskularni odziv na metamfetamine se kaže v zvišanem krvnem pritisku in motnjah srčnega ritma. Akutnejši odziv vključuje strah, paranojo, halucinacije, psihotično vedenje, depresijo in izčrpanost.
Kronična uporaba lahko vodi v amfetaminsko psihozo, ki se kaže v paranoji, slušnih in vidnih halucinacijah ter agresivnem in blodečem vedenju. Metamfetamini povzročajo psihično odvisnost. Odtegnitveni sindromi se kažejo kot brezvoljnost, energetska izpraznjenost ter depresija zaradi oropanosti noradrenalina in dopamina.

## Farmakokinetika
Učinek metamfetaminov traja po navadi 12–24 ur, razpolovni čas v telesu pa je 9–24 ur. Metamfetamin se izloča v urin v glavnem kot amfetamin, oksidirani in/ali deaminirani derivati. 10–20 % metamfetamina se izloči v nespremenjeni obliki. 
Prisotnost nespremenjenega metamfetamina v urinu je indikator uporabe metamfetamina. Večinoma je določljiv v urinu v obdobju 3–5 dni v odvisnosti od pH.